# Siboniso Gaxa
Siboniso Gaxa (* 6. April 1984 in Durban) ist ein südafrikanischer ehemaliger Fußballspieler, der zuletzt bei Ajax Cape Town unter Vertrag stand.

## Vereinskarriere
Gaxa spielte bis 2002 im Fußballteam der University of Port Elizabeth, das vom dänischen Verein FC Kopenhagen gefördert wurde. 2002 unterschrieb er einen Vertrag beim südafrikanischen Erstligisten Supersport United und entwickelte sich dort in den folgenden Jahren zum Stammspieler. Der in der Innenverteidigung und auf der rechten Abwehrseite einsetzbare Spieler gewann während seiner Zeit bei Supersport den SAA Supa 8 (2004), den ABSA Cup (2005) und in seinem letzten Jahr auch den Meistertitel. Sein Weitschusstor in der Saison 2007/08 gegen seinen zukünftigen Klub Mamelodi Sundowns, zu dem er im Sommer 2008 wechselte, wurde zum Tor der Saison gewählt.
Im Sommer 2010 schloss sich Gaxa für 600.000 Euro Lierse SK an. Zwei Jahre später wechselte er zurück in seine Heimat zu den Kaizer Chiefs. Er beendete 2018 seine Karriere bei Ajax Cape Town.

## Nationalmannschaft
Gaxa gab sein Länderspieldebüt in einem WM-Qualifikationsspiel gegen die Kapverden am 4. Juni 2005. Einen Monat später nahm er mit der Landesauswahl am CONCACAF Gold Cup teil. Bei der Afrikameisterschaft 2006 kam er zu einem Kurzeinsatz gegen Tunesien, für das Turnier 2008 wurde er nicht berücksichtigt. Beim Konföderationen-Pokal 2009 gehörte er unter Trainer Joel Santana zum Stammpersonal und bildete während des Turniers gemeinsam mit Matthew Booth, Aaron Mokoena und Tsepo Masilela die Abwehrformation.